# Hochwasserrückhaltebecken Aichstrut
Das Hochwasserrückhaltebecken Aichstrut (auch Aichstruter Stausee) ist ein 4 ha großer Stausee in Baden-Württemberg (Deutschland), ca. 3 km nördlich von Welzheim. Er liegt inmitten des Naturparks Schwäbisch-Fränkischer Wald und befindet sich auf der Gemarkung der Gemeinde Welzheim im Rems-Murr-Kreis auf 498 m ü. NN. 
Das Staubecken hat ein Einzugsgebiet von 5,8 km² und eine Dauerstaufläche von ca. 4 ha. Durch den 11 m hohen Staudamm kann eine maximale Staufläche von 20,5 ha erreicht werden, was einem Gesamtstauvolumen von 715.000 m³ entspricht.

## Geschichte
Der See wurde vom Wasserverband Kocher-Lein, der infolge immer wiederkehrender Hochwasser durch Schneeschmelze und Starkregen entlang der Lein 1957 gegründet wurde. 1959 wurde der See als Hochwasser-Rückhaltebecken der Lein angelegt. Der Aichstruter Stausee ist eines von elf Speicher- und Rückhaltebecken, die der Verband bis heute betreibt. 

## Freizeit
Der See liegt windgeschützt im Tal. Auf dem See gibt es gekennzeichnete Schwimmer- und Nichtschwimmerzonen, die am Wochenende von der DLRG überwacht werden. Rund um den See findet man Grillstellen und großzügige Liegewiesen, welche Dreiviertel des Badesees umsäumen. Zudem gibt es einen Wohnmobilstellplatz und einen Imbiss. Der Aichstruter Stausee ist als Badestelle ausgewiesen und in den Sommermonaten ein beliebtes Ausflugsziel, im Winter friert der See schnell zu und wird zum Schlittschuhlaufen genutzt.
Wegen den vielen Stauseen wird die Gegend auch Schwäbische Seenplatte genannt.